# Кирога, Факундо Эрнан
Факундо Эрнан Кирога (исп. Facundo Hernán Quiroga; родился 10 января 1978 года в Сан-Луисе, Аргентина) — аргентинский футболист, защитник.

## Клубная карьера
Кирога — выпускник футбольной академии клуба «Ньюэллс Олд Бойз». В основной команде он дебютировал в 1997 году. Уже через год он подписал контракт с португальским «Спортингом». В новой команде Факундо провёл 6 сезонов с перерывом на годичную аренду в итальянский «Наполи». В сезоне 1999/2000 Кирога сыграл важную роль в завоевании «львами» чемпионства. В Португалии он играл с другим футболистом «Ньюэллс Олд Бойз» Альдо Душером.
В «Наполи» Кирога принял участие почти во всех матчах сезона, но так и смог помочь неаполитанскому клубу сохранить прописку в Серии А. В Италии он выступал со своим партнером по «Спортингу» Луисом Видигалом. По окончании аренды Факундо вернулся в расположение лиссабонской команды.
В 2004 году Факундо перешёл в немецкий «Вольфсбург». В новой команде Кирога стал частью «аргентинской диаспоры». В то время за клуб выступали аргентинцы Диего Климович, Андрес Д’Алессандро, Хуан Карлос Менсегус и Оскар Аумада. Кирога быстро завоевал место в основе. В сезоне 2007/2008 он проиграл конкуренцию и после окончания сезона покинул клуб.
Летом 2008 года Кирога вернулся на родину, заключив контракт с «Ривер Плейтом». 15 сентября в матче против «Арсенала» он дебютировал за новую команду. 28 сентября в поединке против «Расинга» из Авельянеды Факундо забил свой первый мяч.
Летом 2010 года Кирога перешёл в «Уракан». 15 августа Факундо дебютировал за новую команду в матче против своего бывшего клуба «Ривер Плейта». 24 октября в поединке против «Сан-Лоренсо» он забил свой первый гол и помог команде одержать крупную победу. По окончании сезона Кирога покинул команду.
Летом 2011 года защитник подписал контракт с «Олл Бойз». 7 августа в поединке против «Бельграно» Кирога дебютировал в новом клубе.

## Международная карьера
17 апреля 2002 года в товарищеском матче против сборной Германии Куирога дебютировал в сборной Аргентины. В 2004 году в составе национальной команды он принимал участие в Кубке Америки, на которой сборная заняла второе место.

## Достижения
«Спортинг»
- Чемпионат Португалии по футболу — 1999/00

Аргентина
- Кубок Америки по футболу — 2004